# Gounarou
Gounarou är ett arrondissement i kommunen Gogounou i Benin. Den hade 10 767 invånare år 2002.